# Anglická nemetropolitní hrabství
Nemetropolitní hrabství (non-metropolitan county), pro něž se také používá pojem shire county, představují spolu s metropolitními hrabstvími jeden ze čtyř stupňů správního členění Anglie. Počet obyvatel těchto hrabství dosahuje hodnot mezi 300 000 až 1,4 milionu.

## Historie
Zákon o místní samosprávě z roku 1972, který vešel v platnost 1. dubna 1974, rozdělil Anglii, kromě oblasti Velkého Londýna a šesti velkých konurbací, na 39 nemetropolitních hrabství. Každé z nich bylo dále rozčleněno na dva až čtrnáct nemetropolitních distriktů. Tím byl vytvořen jednotný dvouúrovňový systém samosprávy, ve kterém byla radám hrabství přidělena například správa vzdělání, požární ochrany a policejní služby.
Hranice těchto hrabství byly většinou založeny na existujících hranicích administrativních hrabství, i když zahrnovaly mnoho změn. Hrabství byla vytvořena na základě velkých distriktů nebo sloučením malých hrabství.

## Současnost
Od roku 1992 převládl názor, že dvouúrovňový systém správy by měl být upraven na jednoúrovňový. Hlavními zastánci byli zastupitelé distriktů, ze kterých byla vytvořena hrabství. V některých oblastech země byl postupně do praxe uváděn systém, kdy některé distrikty (převážně v okolí větších měst) byly vyčleněny ze správy rad hrabství a přeměněny v samostatné správní celky, označované novým anglickým termínem Unitary authority.
V současnosti existuje 35 nemetropolitních hrabství s radou hrabství s výjimkou Berkshire, jehož rada hrabství byla zrušena. Podle zákona o místní samosprávě z roku 2007 se má systém jednoúrovňových správních obvodů od roku 2009 dále rozšiřovat.
S tím, jak se hranice původních hrabství měnily, vznikl systém ceremoniálních hrabství, jež představují územní celky pro zastupování panovníka (v současnosti spíše jen pro ceremoniální účely).

## Seznam nemetropolitních hrabství
- Bedfordshire
- Berkshire (bez rady hrabství)
- Buckinghamshire
- Cambridgeshire
- Cheshire
- Cornwall
- Cumbria
- Derbyshire
- Devon
- Dorset
- Durham
- East Sussex
- Essex
- Gloucestershire
- Hampshire
- Hertfordshire
- Kent
- Lancashire
- Leicestershire
- Lincolnshire
- Norfolk
- Northamptonshire
- Northumberland
- North Yorkshire
- Nottinghamshire
- Oxfordshire
- Shropshire
- Somerset
- Staffordshire
- Suffolk
- Surrey
- Warwickshire
- West Sussex
- Wiltshire
- Worcestershire